# Don Pratt

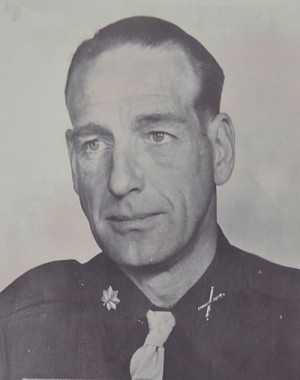
Don Forrester Pratt

Don Forrester Pratt (* 12. Juli 1892 in Brookfield, Linn County, Missouri; † 6. Juni 1944 in der Normandie, Frankreich) war ein Brigadegeneral der United States Army. Er war einer der ranghöchsten Offiziere der Alliierten der während der Landung in der Normandie am D-Day ums Leben kam.
Don Pratt war der Sohn von Arthur Lee Pratt (1865–1954) und dessen Frau Mary Lee Davis (1867–1946). Er besuchte die öffentlichen Schulen seiner Heimat und studierte bis 1917 an der University of Wisconsin–Madison. Im August 1917 gelangte er in das Offizierskorps des US-Heeres. Dort wurde er als Leutnant der Infanterie zugeteilt. In der Armee durchlief er anschließend alle Offiziersränge bis zum Brigadegeneral.
In seinen jüngeren Jahren absolvierte er den für Offiziere in den niederen Rangstufen üblichen Dienst in verschiedenen Einheiten und Standorten. Zwischenzeitlich wurde er auch als Stabsoffizier eingesetzt. Von 1932 bis 1936 war er mit dem 15. Infanterieregiment in Tientsin in China stationiert, wo er als Stabsoffizier eingesetzt war. Danach war er von 1937 bis 1941 Dozent an der Infantry School in Fort Benning.
In den Jahren 1941 und 1942 war Pratt zur Zeit des Eintritts der Vereinigten Staaten in den Zweiten Weltkrieg Stabschef der 43. Infanteriedivision. Anschließend wurde er, inzwischen als Brigadegeneral, stellvertretender Kommandeur der 101. Luftlandedivision. Nach dem krankheitsbedingten Ausfall des Kommandeurs William C. Lee führte Pratt die Division kommissarisch vom 6. Februar bis zum 14. März 1944 bis zum Eintreffen des neuen Kommandeurs Maxwell D. Taylor. Anschließend wurde er wieder stellvertretender Kommandeur der Division. Diese war für die Landung in der Normandie vorgesehen und wurde für diesen Einsatz entsprechend ausgebildet. Pratt kam gleich am ersten Tag der Invasion mit Einheiten seiner Division zum Einsatz. Er flog in einem Lastensegler Waco CG-4A zu einem vorbereiteten Landeplatz. Bei der zunächst erfolgreichen Landung versagten die Bremsen des Seglers. Dieser raste unkontrolliert in eine Baumgruppe. Bei diesem Unfall kam Don Pratt ums Leben. Damit war er einer der ranghöchsten Offiziere der alliierten Truppen, die während der Landung in der Normandie starben. Er wurde vorübergehend in Frankreich beigesetzt. Im Jahr 1948 wurden seine sterblichen Überreste auf den amerikanischen Nationalfriedhof Arlington überführt.